# Miniere di Kosseir
Le Miniere di Kosseir sono miniere di estrazione del fosfato a Quseir sulla costa occidentale del Mar Rosso in Egitto, sfruttate da ditte italiane nella prima metà del XX secolo.

## La città

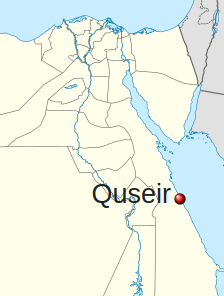
Quseir

Kosseir, o Quseir o Al-Qusayr, è una antica città portuale nell'Egitto sud-orientale, sulla riva occidentale del Mar Rosso, con un antico forte. È situata a 138 chilometri a sud di Hurghada, a 139 a nord di Marsa Alam, 73 dall'aeroporto di Marsa Alam e a circa 80 da Safaga.
Nel dizionario geografico del XII secolo, Mu’jam al-Buldan, di Yâqût, il nome El Quseir o Al-Qusayr, translitterato dall'arabo, deriva da qasr, che significa "forte". Kosseir è il nome utilizzato da inglesi e italiani e che di fatto identifica le miniere di fosfato. 
A nord della città si estendono gli impianti minerari estrattivi, contornati da edifici di ogni genere, entro un raggio di 40 km.

## Il fosfato
Alla fine del XIX secolo furono avviate diverse esplorazioni minerarie nel Nord Africa e sulla costa del Mar Rosso. Giacimenti di fosfato furono rilevati tra il corso del Nilo e la sponda occidentale del Mar Rosso per cui due Compagnie, una britannica e una italiana, ottennero le concessioni per l'estrazione del fosfato.
I giacimenti di fosfato sono il risultato dell'accumulo di scheletri marini e terrestri in acqua marina poco profonda. Il fosfato carbonato di calcio (fosforite), cristallizzato o amorfo, è il minerale utile ed è associato ad altri minerali quali alluminio, ferro, argilla, calcare, quarzo ed altri, tra cui talora uranio, in quantità più contenute. È un nutriente, con molteplici applicazioni, da quella agroindustriale e ittica fino ai settori Hi-Tech (batterie al litio-ferro-fosfato). È una materia critica per l'industria europea, ove non è presente come risorsa primaria.
Il fosfato estratto nelle miniere di Kosseir veniva macinato da mulini Raymond; successivamente era analizzato in speciali stazioni governative sperimentali, cattedre mobili di agraria gestite in collaborazione con gli Istituti di Ricerca della Facoltà di Agraria; successivamente le analisi vennero eseguite in un attrezzato laboratorio della miniera dal perito Aldo Sommavilla.

## Storia
Nel 1912, il Banco di Roma fondò la Società Egiziana per l’Estrazione e il Commercio dei Fosfati, con sede nelle città del Cairo e Alessandria di Egitto e con gli uffici commerciali a Roma. Acquistò le concessioni estrattive a Mahamid e Sebajeh dalla Ditta Panelli e Figli, che le aveva acquisite dallo scozzese Andrew White Crookston, che fu il primo a sfruttarle.
In possesso di una miniera in una zona di difficile sfruttamento perché troppo distante dal mare, nel 1910-11 il Banco affidò all'ingegnere Emilio Cortese la ricerca di nuovi siti estrattivi. Egli percorse a dorso di cammello la gola rocciosa di Uadi Hammamat, a metà strada tra Qena e Quseir, che collegava il Nilo al mare, fino a raggiungere il porto di Quseir. Egli si diresse a nord della "vecchia Cosseir" fino al "dedalo di vallate e montagne, che costituisce il gruppo di Nakheil, formato anche esso da scisti lucenti, arenarie giallo-rossastre (nubian sandstone), e tutta la serie dei depositi cretacei, con bellissimi ed estesi giacimenti di fosfati".
Sotto la direzione di Cortese, primo direttore tecnico, furono avviati i lavori ai siti estrattivi acquisiti e costruiti un ospedale, casette unifamiliari in stile europeo, uffici, una stazione radio, un dissalatore, che aveva visto usare con perizia da un italiano, il signor Scoccimarra, e una centrale elettrica. Nel 1914 divenne operativa una miniera a Gebel Nakheil, a 12 km dalla costa, e furono costruiti una nuova banchina di carico e una ferrovia a scartamento ridotto. Cortese nel 1917 tornò in Italia per arruolarsi come volontario nella Prima Guerra Mondiale, nonostante avesse più di sessanta anni. La direzione della miniera fu affidata all'ing. Rolfo. Cortese tornò poi a Kosseir come consulente tra il 1918 e 1920. La guerra e errori di amministrazione avevano causato un dissesto alla Società, che fu acquistata dalla Società Finanziaria per l’Industria e il Commercio. Da una compagnia britannica fu acquisita la concessione estrattiva a Gebel Duwy, a 24 km da Kosseir, nell'entroterra.
Nel 1920, il nuovo direttore tecnico Riccardo Decima diede nuovo impulso allo sviluppo dell'attività produttiva e alla ricognizione di nuovi giacimenti; nel 1923 iniziarono gli scavi nelle miniere di Gebel Duwy, che nel 1926 divennero i principali siti estrattivi. Furono abbandonati i primi siti, posti in posizioni sfavorevoli o con fosfato più povero e fu iniziata la costruzione di un nuovo porto, su progetto dell'ingegnere Luigi Luiggi. L'attività di estrazione iniziò concretamente solo nel 1923 e crebbe a partire dal 1926: nella fase preparatoria del sito di Gebel Duwy si estraevano 500 tonnellate al giorno. Con le migliorie tecniche apportate sotto la direzione di Decima, i costi di estrazione diminuirono e la Società ritornò in attivo. Le migliorie introdotte, quali apparecchi perforatori e tagliatrici elettriche per l'estrazione meccanica, i silos in miniera con capacità di 90000 tonnellate e i silos al porto, per complessive 150000 tonnellate, furono finanziati con i proventi ottenuti dall'aumentata produttività.
Vincenzo Fagiuoli divenne consigliere delegato e direttore generale della Società Fosfati nel 1926. Coadiuvato dal direttore tecnico Decima, nonostante la crisi agricola mondiale, diede un ulteriore impulso alla produzione, introducendo, dopo la frantumazione e la cernita del materiale estratto, l'essicazione del minerale in forno rotativo d'inverno e disteso su numerose aie al sole d'estate. Seguiva lo stoccaggio in nuovi silos e la movimentazione con sistemi razionali, tra cui una funivia per il trasporto del minerale dal porto alle navi. A Gebel Duwy furono ampliate le ricerche di nuovi siti minerari, fu assicurato l’approvvigionamento idrico ed elettrico e furono costruite nuove abitazioni per il personale italiano ed egiziano. 	
Nel 1933 l'IRI subentrò nella gestione della Società Fosfati, il cui nome fu accorciato a SEF, acronimo di “Società egiziana fosfati”. L'espansione continuò con l'acquisizione di un sito estrattivo a Hamadat, un massiccio montuoso alto 300 metri disposto ad arco di sei chilometri e largo oltre due. Nelle adiacenze venne costruita una cittadella, come negli altri siti.
Nel 1939 e fino al 1956, l'ingegnere minerario Adolfo Laurenti proseguì nell'opera di consolidamento ed espansione dell'attività estrattiva e la costruzione di un impianto di arricchimento del fosfato.
Nel 1958, dopo l'ascesa di Nasser al potere nel 1954, la miniera fu privatizzata dallo Stato Egiziano nel 1964 e integrata in Egyptian General Mining Corporation (EGMC) con Decreto Repubblicano n. 2726 del 1964. Nel piano quinquennale di sviluppo industriale di Nasser, le miniere di Kosseir dovevano essere ristrutturate amministrativamente e economicamente.

## I direttori
Nel 1912 Emilio Cortese fu nominato direttore tecnico e ingegnere edile e impiantista.
Nel 1917, la direzione delle miniere fu affidata all'ingegner S. Rolfo, e quella degli stabilimenti cittadini al perito minerario Pietro Ettore Cagnati di Tiser, diplomatosi alla Scuola Mineraria di Agordo nel 1895 e partito per l'Egitto nel 1899, lasciando in Italia moglie e tre figli e tornandovi solo nel 1921.
Tra il 1918 e 1920, Cortese tornò come consulente.
Nel 1920 fu designato un nuovo direttore tecnico e amministrativo, Riccardo Decima, nato nel 1888 a Taibon Agordino, diplomato nel 1913 perito minerario alla Regia Scuola Mineraria di Agordo; restò a Kosseir fino al 1939.
Nel 1926 divenne consigliere delegato e direttore generale Vincenzo Fagiuoli, che, coadiuvato da Decima, diede impulso allo sviluppo e alla modernizzazione delle miniere e all'ampliamento del mercato del fosfato. Dopo la guerra, Fagiuoli fu incaricato dal Ministro degli Affari Esteri e della Cooperazione Internazionale della Repubblica Italiana, Carlo Sforza, di seguire il recupero dei beni italiani sequestrati in Egitto e fu reinsediato alla presidenza della SEF. Negoziò, a nome del Governo italiano, un accordo commerciale tra l'Italia e l'Egitto, che consentì di appianare il contenzioso circa le riparazioni di guerra per le operazioni militari effettuate dall'Italia nel Nord-Africa.
Dal 1939 e fino al 1956, la direzione tecnica fu affidata all'ingegnere minerario Adolfo Laurenti.
Mario Follador, da quattro anni Direttore Tecnico locale e da 26 anni impiegato nelle miniere, il 2 settembre 1963 fu l'ultimo italiano a lasciare Kosseir e l'impegno minerario italiano a Kosseir cessò.
Kamal El Din Hussein Aly Hammam fu il primo direttore egiziano delle miniere di fosfato.

## Gli anni di guerra
Con l'entrata in guerra dell'Italia nel 1940, e in seguito all'invasione italiana dell'Egitto, gli uomini Italiani di Kosseir furono internati dapprima nelle scuole di Qena e poi nei campi inglesi di Geneifa e Ismailia, nella zona del Canale di Suez. L'internamento per taluni durò fino a due anni, trascorsi sotto le tende in campi recintati con fil di ferro. Le mogli e i figli rimasti a Kosseir si raccolsero nella Casa Amministrazione, l'edificio più grande presente.
Il fermo delle miniere nuoceva all'economia egiziana e, fallito il tentativo di far ripartire la produzione con un commissario e pochi tecnici indigeni, furono avviate trattative diplomatiche che portarono alla progressiva liberazione dei prigionieri per farli tornare al lavoro.

## Il mercato del fosfato
La commercializzazione italiana del fosfato richiese la costituzione nel 1927 di SAFNI, Società Anonima Fertilizzanti Naturali Italia (Società per Azioni Italiana per Fertilizzanti Naturali), di Roma, con un capitale di 38 milioni lire italiane, di cui erano azionisti il Ministero del Tesoro e Finanze, la Banca Nazionale del Lavoro, la Federazione Italiana Consorzi Agrari. Il “Fosfato Italia” in sacchi fu realizzato con la materia prima ricavata dalle miniere egiziane di Kosseir.
Vincenzo Fagiuoli, il cui primo incarico fu presso la Società Finanziaria per l’Industria e il Commercio, nel 1927 partecipò alla fondazione di SAFNI e si attivò per la stipula di contratti pluriennali di esportazione con numerosi Stati (Giappone, Grecia, Olanda, Belgio Francia, Polonia Paesi scandinavi, Gran Bretagna).
La Società Fosfati forniva la Federazione Italiana dei Consorzi Agrari che, negli anni '30, aumentò notevolmente la domanda di prodotti a base di fosfati.
La produzione annua di fosfato arrivò a 400 000 tonnellate annue, come indicato in un rapporto dell'IRI nel 1952.

## I siti estrattivi

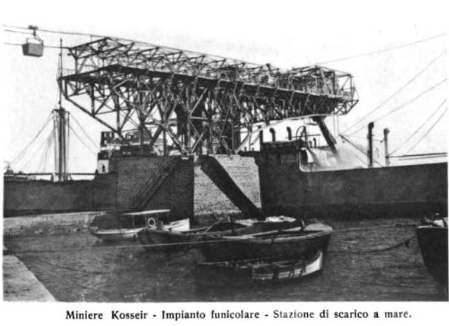
Kosseir. Stazione di carico a mare del fosfato

L'insediamento produttivo e abitativo copriva un'area di circa 1500 ettari, costruito su un banco di sabbia e a sud era aperto sul mare. Era vicino alla città vecchia ma da essa separato da un muro. Gli impianti estrattivi, a nord della città, si estendevano contornati da edifici di ogni genere, entro un raggio di 40 km.
Le principali miniere a Kosseir furono:
- Mahamid e Sebajeh, nel 1912, abbandonate per il costo del trasporto del materiale estratto.
- Gebel Nakheil, nel 1914[19], distante 12 Km da Kosseir, attiva poi dal secondo dopoguerra fino a marzo 1962; non potendo la miniera essere collegata a Kosseir da una ferrovia, Emilio Chissalè, perito minerario di Agordo, a Kosseir dal 1935 e direttore locale negli ultimi anni prima della nazionalizzazione, progettò e diresse lo scavo di una galleria e la posa dei binari fino a Gebel Duwy, congiungendosi con quelli che a Gebel Duwy portavano il fosfato al porto[28].
- Gebel Duwy, distante circa 25 km da Kosseir, il cui sfruttamento iniziò nel 1923. Si presentava «lungo la pianura dell'Ambaghi come una grandiosa piega monocline, alta intorno a 300 m. sul livello del mare e prolungata nel senso stesso della direzione stratigrafica NW-SE per oltre 30 km»[29].
- Hamadat, nel 1933, un bacino di 20 kmq dominato a semicerchio dalla catena desertica[30].
- Atshan, Abu-Tundub nord e sud, Faraa e Hamarawein[25][31].

## Agordini e Cuneesi a Kosseir

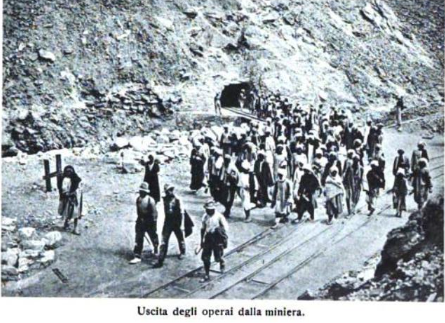
operai in uscita dalle miniere

Negli anni di gestione italiana, furono assunti circa 2000 operai egiziani e un centinaio di esperti minerari, minatori e sorveglianti italiani, provenienti prevalentemente da due località italiane di montagna, in cui erano presenti miniere e dove vi era una tradizione mineraria, il Canavese, in particolare Brosso, in Piemonte e l’Agordino in Veneto. Operai piemontesi e sardi furono tra i primi italiani ad arrivare a Kosseir per costruire la ferrovia a scartamento ridotto dalle miniere al porto, con l'impresa piemontese dei fratelli Vola Gera, di Brosso, che avevano lavorato in precedenza nella transiberiana. Intorno al 1930, su poco più di 100 italiani, più di 80 erano agordini. Nel periodo di maggiore attività estrattiva, il personale occupato arrivò a 3.000 persone.
La Scuola Mineraria di Agordo forma periti minerari e, nel 1927, per riconoscenza del lavoro svolto dal direttore Decima, il Consiglio di Amministrazione della Società Fosfati assegnò alla Scuola 10.000 lire.
Alcuni italiani migrarono da soli, molti portarono la famiglia. Per oltre 40 anni, fino al 1963, la colonia italiana – oltre 200 persone tra lavoratori e loro familiari – operò in armonia con la popolazione locale.

## Il viaggio
I numerosi agordini giunsero a Kosseir con molte tappe e diversi mezzi. Dapprima il treno alla stazione di Bribano fino a Trieste, poi la nave fino ad Alessandria d'Egitto, in treno fino al Cairo e quindi a Qena. Autisti della Società li portavano in auto alle miniere. I pionieri invece dovettero affrontare la traversata del deserto con mezzi di fortuna, alloggiare in tende e in baracche, prima della costruzione di modeste casette e poi dei fabbricati circondati da piccoli giardini.
Intorno agli anni '40, le strade sia per Qena che per Suez erano percorsi tracciati sulla sabbia, "una serie continua per chilometri e chilometri di onde di sabbia alte una decina e più di centimetri, distanti l'una dall'altra non più di una spanna", che i locali chiamavano daga-dighy, che causavano sobbalzi continui alle auto. Da Qena a Quseir era possibile una sosta a circa metà strada, presso una antica miniera di quarzo aurifero, all'incrocio di cinque uadi, El-Fawakir, una Hydreuma, stazione fortificata per l'acqua in epoca romana. Inoltre il khamsin, un vento torrido e polveroso, costituiva un'altra difficoltà nei viaggi e un rifugio temporaneo era Uadi Hammamat, a circa metà strada fra Quseir e Qena, dove, attraverso la sua valle, corre un'antica strada, la più breve dal Mar Rosso al Nilo. Centinaia di iscrizioni rupestri ornano le pareti della secca. Alcuni disegni, come quelli delle antiche barche egizie di canne, risalgono al 4000 a.C.
A metà degli anni '50, la litoranea del Mar Rosso che univa Mersa Alam con Suez, passando per Quseir, Safaga, Hurghada e Ras Ghareb, era "una pista bianca, poco più larga di una carreggiata fiancheggiata da continui accumuli di terra e piccole piazzole destinate a consentire lo scambio quando si incontrava una rara auto che procedeva in senso contrario".

## L'insediamento

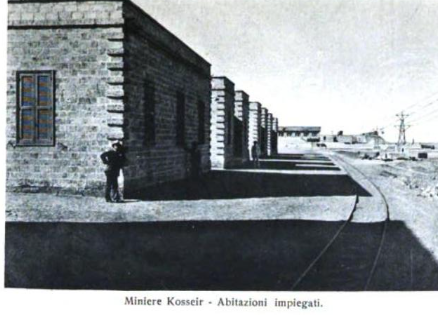
case degli impiegati

All'arrivo a Kosseir, la Società Fosfati trovò il vecchio forte napoleonico e le abitazioni della città storica con la caratteristica architettura della regione del Mar Rosso, in pietra corallina, costruite intorno a una corte centrale. La Società edificò, negli anni di attività estrattiva, nei pressi della città e delle miniere, case per maestranze e impiegati, uffici, magazzini, silos e officine; attrezzò il porto con molo adatto a caricare i fosfati con le maone e dotato di elevatori meccanici e teleferica; espanse la ferrovia a scartamento ridotto, fino a 40 km complessivi, per collegare i siti minerari attivi ai Silos e al porto, ferrovia utilizzata anche per il trasporto delle maestranze dalla città alle miniere.
Furono inoltre costruiti quattro depositi di olio combustibile da 1200 tonnellate, una centrale termoelettrica con motori Tosi e generatori Marelli della potenza di cica 3000 cavalli, atta a far funzionare i macchinari al porto e alle miniere e l'illuminazione delle abitazioni e che poteva generare una potenza di 2870 Kw, un impianto di desalinizzazione che produceva giornalmente 160 tonnellate di acqua potabile, una condensa per la produzione di ghiaccio, una Casa Amministrazione, costruita nel 1931 come residenza del direttore e con funzioni di rappresentanza, una stazione radio, ristorante, chiesa e moschee, la casa per il missionario, scuole e ospedale.
Nel 1933, si aggiunsero altre costruzioni di alloggi per gli uomini, una mensa e una Casa del Fascio con la sede del Partito Nazionale Fascista e con strutture comunitarie per lo sport e il tempo libero. Vi era inoltre un laboratorio che stampava cartoline postali.

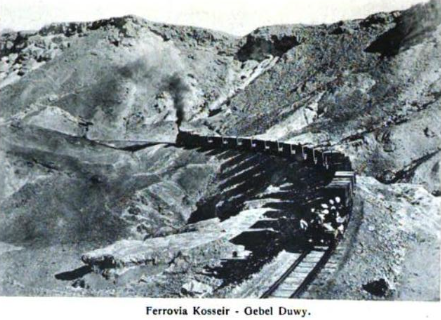
ferrovia per il trasporto del fosfato

Nel rapporto IRI del 1952 si legge che la ferrovia collegava la città di Quseir alle miniere, ognuna con la propria stazione e un piccolo treno passeggeri. Per rendere veloce il trasporto ferroviario del fosfato dalle miniere, fu scavato un tunnel tra Nakheil e Gebel Duwy. Fu costruito, a nord della scuola elementare, un impianto di flottazione per l'arricchimento del fosfato, in costante sopravento e quindi, quando era in funzione, con polveri sull'abitato e residui melmosi sul reef.
Mancando l'acqua e quindi l'agricoltura, i prodotti agricoli per l'alimentazione dovevano giungere via mare o dall'entroterra lungo il Nilo. Esisteva solo una piccola sorgente di acqua amara nell'Uadi Ambagi.
La piccola colonia italiana, di circa 300 persone tra personale e le loro famiglie, era integrata con i locali con cui condivideva lavoro e abitudini quali la scansione del tempo e delle attività al suono di una campana: Divenne un nuovo modello di convivenza. Ildo Pellegrini, figlio del maestro Pellegrino Pellegrini, ricorda la presenza di ritrovi attrezzati sia per gli italiani che per il personale locale.
Negli anni '90, le miniere di Kosseir sono in evidente degrado: le strutture in ferro sono state smantellate e vendute e molti edifici si presentano come scatole vuote.

### La scuola elementare
Progettata da Florestano Di Fausto, nel 1930, su incarico del Ministero degli Affari Esteri e intitolata all'egittologo Giovanni Battista Belzoni, la scuola elementare fu inaugurata nel 1932 dal ministro plenipotenziario d'Italia in Egitto, Roberto Cantalupi. Capace di 60 allievi era frequentata da bambini italiani ed egiziani.
A Quseir nel 1882 i padri francescani avevano fondato una piccola scuola cattolica che nel 1922 fu trasferita in locali messi a disposizione dalla Società Fosfati. Il francescano padre Gustavo Maccioni, con alcuni confratelli, aveva seminato le basi di un insegnamento, ma fu solo con l'arrivo nel gennaio 1931 di Pellegrino Pellegrini, maestro di Rocca Pietore, che iniziò l'insegnamento da parte di un maestro di ruolo ad una pluriclasse di dieci bambini, in una piccola stanza. Per decisione di Decima la scuola fu aperta anche a ragazzi egiziani che, alla fine della loro scuola elementare, desideravano imparare l'italiano per ottenere posizioni lavorative migliori nella Società. La classe aumentò così a 25 alunni. Nel 1936, la Società assunse a sue spese un insegnante egiziano per un corso elementare in arabo, nel quale il maestro Pellegrini insegnava l'italiano. Innovativa fu l'iniziativa di Pellegrini di mettere in corrispondenza i suoi alunni, italiani ed egiziani, con quelli delle scuole di Rocca Pietore e di Laste nel bellunese, consentendo loro di esplorare usi e costumi diversi.
Pellegrini insegnò la lingua italiana anche alla scuola serale gratuita per gli adulti egiziani, dipendenti della Società, che lo desideravano. Fu anche rappresentante del Consolato Italiano di Porto Said fino al 1940. Fu inoltre collezionista dapprima di minerali del deserto arabico, poi di esemplari di fauna locale, che imbalsamò secondo la tecnica appresa da un esperto tassidermista, il padre francescano Amadori. In pochi anni arricchì il museo scolastico di pesci, coralli, conchiglie, uccelli e rettili. Rientrò in Italia nel 1956, dopo 26 anni e continuò a insegnare nella scuola del capoluogo fino al 1969, anno del pensionamento.
Nel 1946 le suore francescane del Cuore Immacolato di Maria aprirono una scuola tecnica dove le bambine, per lo più locali, potevano imparare il cucito e il ricamo. Vi era inoltre un refettorio dove tutti gli alunni, figli di personale locale, potevano avere un pasto gratuito. Nel 1963 anche le suore francescane lasciarono Kosseir.

### Ospedale
Dotato di 25 posti letto, una sala chirurgica, un ambulatorio. Fu costruito nel 1914, con stile eclettico, quasi orientale, e fu rinnovato nel 1931, dotandolo di nuove apparecchiature a raggi X, una farmacia, un ambulatorio ostetrico, un centro diurno. Nel 2007, dopo quattro anni di ristrutturazione supervisionata dall'architetto Ashraf M. Salama, l'edificio è stato riaperto ed è divenuto la sede di LDC (Learning Development Center), una fondazione con scopo educativo della comunità.
Al medico Villa, nel 1929 si affiancò il dott. Carlo Case, di Agordo, che si occupò delle più varie patologie che si presentarono nella comunità italiana ed egiziana: incidenti sul lavoro, fratture, enteriti e tifo, interventi chirurgici e odontoiatrici. Intervenne anche su una patologia endemica locale, il tracoma. Un altro medico fu il dott. Pansera. L'equipe sanitaria era composta da una ostetrica, due infermiere italiane, Assunta e Anna Riga, due infermieri egiziani, Hamza e Ahmad.
Un medico governativo egiziano assistette le famiglie italiane nel periodo di internamento degli uomini e fu ringraziato con festeggiamenti da parte della comunità italiana.

### L'ostetrica
Angelica Ganz, di Falcade, diplomata a Padova nel 1923, vinse il concorso di ostetrica comunale a Rocca Pietore nel 1925. Nel 1930 sposò il maestro Pellegrini; a dicembre 1931 raggiunse il marito in Egitto. Ad aspettare lei e la figlia ad Alessandria, per accompagnarle a Kosseir, c'era il direttore Decima. Oltre a fare l’ostetrica, collaborava con il dottore nella cura delle varie patologie, preparava i farmaci nelle cialde, curava la preparazione del personale sanitario. Rientrata nel Bellunese, seguì le gestanti di Rocca Pietore, fino al trasferimento della famiglia a Belluno.

### Chiesa
Il padre francescano Vincenzo Buratti nel 1936 iniziò a pensare a una chiesa cattolica, la cui costruzione iniziò nel 1938, quando Decima ne fu incaricato dalla Società Fosfati e la fece erigere su modello di quella di Taibon Agordino: arco gotico, rosone e croce latina. Tornato in Italia nel 1939, Buratti fu bloccato dalla guerra e tornato in Egitto fu assegnato ad una altra missione. Inviò al suo successore, padre Leone Poggi, un dipinto di Santa Barbara, protettrice dei minatori, su modello di Palma il Vecchio. Il maestro Pellegrini ideò la cornice, ad arco gotico, similmente a quello d'ingresso alla chiesa, con due guglie laterali, e fu realizzata dall'artigiano Attilio Scussel.
Nel 1964 divenne chiesa copto-ortodossa ed il suo nome fu cambiato da Santa Barbara in Santa Maria La Vergine e Santa Barbara. Nel 2007 la chiesa fu demolita e ricostruita.
Presso i siti estrattivi erano presenti anche due moschee.

### Cimiteri
Nel 1914, il 19 maggio, nel cimitero cattolico fu sepolto un uomo di nome Francesco, sulla cui lapide fu scritto: "operaio onesto", il primo italiano di cui si ha notizia della sepoltura e forse anche della presenza. Nelle foto dell'epoca, le tombe sono coperte da lastre di pietra e alcune sono protette da un recinto in legno. Vi sono sepolti lavoratori e bambini italiani morti a Kosseir.
Nel cimitero arabo c'è la tomba di Kamal El Din Hussein Aly Hammam, chiamato Emam El Din, che fu alunno di Pellegrini alla scuola elementare. Divenne poi membro del parlamento sotto Nasser, segretario politico e ministro sotto la presidenza di Sadat e responsabile della zona del Mar Rosso con il governo di Mubarak. Qualche anno prima della sua morte, andò a Belluno per consegnare al suo maestro una foto del cimitero dove aveva fatto rifare tutte le tombe, aggiungendo, a quelle che ne erano prive, la data di nascita e morte, recintandolo, per proteggerlo dalla città che avanzava, e chiudendolo con un cancello e consegnando la chiave alla missione cristiana per le visite.

## Visitatori illustri alle miniere
Nel 1926, il ministro Giacomo Acerbo visitò le miniere di Kosseir.
Nel 1926, il 28 dicembre, Re Fuad visitò il sito estrattivo di Gebel Duwy; una targa ricordo fu affissa all'entrata della miniera, successivamente scalpellata.
Anche il Principe di Udine visitò la miniera.
Nel 1926, Alessandro Martelli, professore presso il Regio Istituto Superiore Agrario Forestale di Firenze, incaricato di relazionare al Ministro dell'Economia Nazionale.
Negli anni '30, una delegazione somalo-etiope si recò a visitare l'organizzazione delle miniere.
Nel 1932, Roberto Cantalupi, ministro plenipotenziario d'Italia in Egitto, inaugurò la scuola elementare.
Nel 1936, a dicembre, l'ingegnere Queirolo fece visita alla nutrita schiera di periti minerari, suoi ex allievi, dirigenti della Società Fosfati.
Nel 1936-37, il Ministro della Marina Paolo Thaon di Revel visitò la colonia italiana di Kosseir.
Il ministro Fracassi visitò la scuola, come pure l'ispettrice scolastica Isaia.
Nel 1939-40, re Faruk visitò le miniere, dopo due settimane di crociera sul Mar Rosso. Un giornale egiziano pubblicò la notizia e la foto del Re vestito da marinaio, accompagnato dal direttore Laurenti e scrisse che si intrattenne con la gente, regalando vestiti e farina; la moglie Farida regalò simbolicamente alla comunità un montone, che fu poi imbalsamato a ricordo dell'evento ed esposto nel museo della scuola. Anche un'aragosta, pescata dal Re, fu imbalsamata e portata personalmente al maestro Pellegrini.
Nel 1953, approdò a Kosseir la motonave "Formica" con i componenti della Spedizione Nazionale Subacquea, tra cui il regista del documentario sulla spedizione, Folco Quilici e il direttore scientifico Francesco Baschieri Salvadori. Visitarono la scuola e il museo e Baschieri, che sapeva della distruzione del Museo civico di storia naturale di Milano durante la guerra, suggerì al maestro Pellegrini di inviare del materiale al museo. Con l'aiuto di alunni egiziani, in breve tempo poté inviare madrepore, conchiglie e crostacei in quantità.

## Visitatori occidentali a Kosseir
Intorno al 1494, Girolamo da Santo Stefano e Girolamo Adorno (appartenente alla famiglia che aveva dato alla Repubblica genovese numerosi dogi), da Genova intrapresero un viaggio commerciale verso le Indie e fecero una prima sosta al Cairo e, con una settimana di viaggio attraverso deserti e montagne, giunsero al Mar Rosso, dove si imbarcarono su un dhow arabo.
Nel 1517, al-Ḥasan ibn Muḥammad al-Wazzan al-Fāṣī (Giovanni Leone dei Medici o Leone l'Africano, nato a Granada) iniziò dal Cairo il viaggio, probabilmente di pellegrinaggio alla Mecca, risalendo il Nilo fino ad Assuan e poi in Arabia attraverso il Mar Rosso. Durante il viaggio di ritorno nel 1519, la sua nave fu catturata da pirati siciliani e venne offerto schiavo a papa Leone X. Si convertì alla fede cristiana prendendo il nome del papa: Johannis Leo de Medicis. A Roma, Leone l'Africano completò la sua grande opera, Della descrittione dell'Africa et delle cose notabili che ivi sono (Venezia 1550), composta da nove libri, l'8° sull'Egitto.
Nel 1540, il portoghese João de Castro partecipò a una spedizione in cui disegnò una mappa dettagliata delle coste delle odierne Somalia, Eritrea, Etiopia, Sudan ed Egitto, fino a Suez e di numerosi porti lungo le coste della penisola del Sinai, il tutto riportato nel Roteiro do Mar Roxo. Fornì anche un resoconto del bombardamento di aprile 1541, durante il conflitto ottomano-portoghese.
Nel 1768, James Bruce giunse ad Alessandria, alla foce del Nilo, per iniziare il viaggio verso l'Etiopia, dove credeva nascesse il fiume. Giunto al Cairo, partì verso Tebe e in seguito attraversò il deserto fino a Quseir. Nel maggio 1769 attraversò il Mar Rosso e sbarcò a Gedda in Arabia.
Nel 1777, Eyles Irwin viaggiò sul Mar Rosso, lungo le coste dell'Arabia e dell'Egitto.
Nel 1792, 11 novembre, prima dell'alba, William George Browne giunse a "Cossir" da "Ghenné", che aveva lasciato l'8 novembre all'una di notte, per una strada più a nord di quella percorsa da Bruce, più lunga e pericolosa per rapinatori. Impiegò una quarantina di ore, con una guida locale e due dromedari, temendo all'arrivo i nativi, poiché alcuni anni prima un capitano inglese, Mitchell, vi approdò con una nave per fare rifornimento d'acqua ed ebbe un diverbio che lo indusse a sparare sulla città e l'esito fu di 14 morti. Fu accolto benevolmente, anche se con sospetto, e affermò di essere georgiano di nascita. Notò come i costumi e il linguaggio fossero più simili a quelli della costa arabica che agli egiziani. Il 13 lasciò la città, di cui descrisse le piccole abitazioni. Nel tragitto di ritorno a "Ghenné" ammirò i graniti e gli imponenti scavi di rocce.
Nel 1817, Auguste de Forbin scrisse un libro sul suo viaggio in Egitto e visitò anche "Cosseyr", come la indicò nel suo Voyage dans le Levant.
Nel 1826, John Gardner Wilkinson fu un egittologo inglese che descrisse le vie per raggiungere "Kossayr" da "Keneh", "Coptos" e altri luoghi, la più utilizzata quella passante per Hammamath. Descrisse "Kossayr" come un villaggio, su una piccola baia, e gli abitanti denominati Embawhéeh, in quanto originari di Emba (Yambo) in Arabia.
Dal 1815 al 1840, Giuseppe Forni, chimico e viaggiatore, soggiornò in Egitto come ispettore e ricercatore di polveri nitrose. Con G.B. Belzoni prima e con G.B. Brocchi poi, giunse fino alle coste occidentali del Mar Rosso e documentò nel libro Viaggio nell'Egitto e nell'alta Nubia, gli usi e costumi locali e il traffico di persone e merci tra "Kenneth" e "Cosseir", sia per pellegrinaggio che per commerci.
Nel 1844-46, Karl Richard Lepsius visitò l'Egitto e anche il governatorato di Qena.
Nel 1850, presso El-Quseir, la vicinanza del Mar Rosso emozionò il viaggiatore Gustave Flaubert che così si espresse: «C'è odore di mare, l'umidità penetra i nostri vestiti». A Kosseir egli vide pellegrini che si imbarcavano diretti a Gedda, che avrebbero raggiunto in tre giorni di navigazione, per poi arrivare alla Mecca; alcuni dall'Africa centrale, in viaggio da uno o due anni. Il bagno nel Mar Rosso fu uno dei piaceri più voluttuosi della sua vita; nel fondo dell'acqua ammirò la varietà di colori per le conchiglie, madrepore e coralli; nella superficie vide tutte le tinte possibili, che "cangiavano e sfumavano le une nelle altre, si fondevano dal color cioccolato all'ametista, dal rosa fino al lapislazzulo e al verde più pallido".
Nel 1864, Georg August Schweinfurth.
Dal 1844, Antonio Figari, farmacista e funzionario del viceré d’Egitto Mohammed Ali Pascià, fu inviato ad esplorare il deserto arabico e poi Alto Egitto, Nubia, Sudan e Anatolia, alla ricerca di marmi e carbon fossile, e registrò numerose osservazioni geologiche nella zona di "Cosseir".
Nel 1891, Ernest Ayscoghe Floyer intraprese un'esplorazione dell'Egitto, commissionata dal Kedivè d'Egitto, a completamento di quella del 1887, che lo portò a un pozzo chiamato Hendosa nei pressi di Kosair e al suo "porto bianco".
Nel 1954 uscì il libro di Folco Quilici sulla spedizione nel Mar Rosso e la visita a Kosseir.

## Filmografia
Nel 1952-53, Folco Quilici girò il documentario Sesto continente.
Nel 2005 fu girato il film Ahlam Omrena ("Sogni delle nostre Vite"), con la regia di Othman Abo Labn, che ha documentando la cabinovia prima della sua demolizione.
Nel 2022 fu girato il film El‐Gareema ("Il Crimine"), regia di Sherif Arafa, prevalentemente negli impianti industriali costieri e nella caffetteria, localizzata nella ex Casa di Amministrazione della Società, e poi chiamata King Farouk Rest House. Questo contribuì a riportare acqua e luce agli edifici.